# Skalpel, prosím
Skalpel, prosím (littéralement en français Scalpel, s'il vous plaît), est un film  dramatique psychologique tchécoslovaque de 1985 réalisé par Jiří Svoboda. Les personnages principaux ont été interprétés par Miroslav Macháček, Jana Brejchová, Radoslav Brzobohatý (cs) et Barbara Brylska. Le film est basé sur le livre du même nom (publié en 1981) de la neurologue et écrivaine tchèque, Valja Stýblová (cs).
Le personnage principal est inspiré par le fondateur de la neurochirurgie tchécoslovaque et mondiale, Zdeněk Kunc (cs). 
Le film a participé à la compétition principale du 14e Festival international du film de Moscou. Il a également représenté le cinéma tchécoslovaque en 1985 lors de la 58e cérémonie des Oscars, mais il n'a pas accédé à la sélection finale,. 

## Synopsis
Le film est l'histoire d'une décision difficile prise par un médecin expérimenté, professeur de neurochirurgie (Miroslav Macháček), qui est confronté au choix d'opérer ou non un jeune patient, Uzlík. L'intrigue entremêle plusieurs plans temporels, dans lesquels le spectateur découvre le passé du professeur, son environnement de travail, le fonctionnement de la clinique, ainsi que son contexte familial. Tout cela dans la perspective de devoir prendre une décision difficile.
L'équipe comprend les professeurs associés Krtek (Radoslav Brzobohatý) et Ruml (František Řehák (cs)), le docteur Růžička (Václav Mareš (cs)), le jeune docteur Zelený (Daniel Krcho) et l'ambitieux docteur Volejníková (Barbara Brylská), qui n'a pas les talents nécessaires pour ce domaine. Le soutien du professeur est son épouse, la neurologue Jitka (Jana Brejchová), qui travaille dans le même établissement hospitalier, et leur fils Ondra (Ondřej Pavelka (cs)). Un petit garçon, Vítek Kozel (Jakub Zdeněk (cs)), surnommé Uzlík, vient à la clinique avec son grand-père, un forestier, dont le nom de famille est Uzel (Štefan Mišovic (cs)). Une tumeur de la paroi des ventricules cérébraux  – épendymome de type III est diagnostiquée chez le garçon. Elle est située très proche des centres vitaux de la respiration, de l'activité cardiaque, etc.. Pour cette raison, le risque de la chirurgie est trop élevé. Toute interférence avec ces structures pourrait entraîner une défaillance des fonctions vitales de base.
Pendant ce temps, une autre intrigue se déroule lorsque la jeune fille du professeur associé Krtek meurt d'une leucémie, alors qu'elle se préparait au processus d'admission pour étudier la médecine. Un autre personnage est l'ancien ami d'université du professeur, Mikeš (Radovan Lukavský (cs)), qui sortait avec Jitka. Il est hospitalisé à la clinique pour une intervention chirurgicale et a des dialogues rétrospectifs avec le protagoniste. Le film laisse également entrevoir la primauté communiste de la société de l'époque dans le comportement hautain du membre du parti.
Finalement, le professeur et son équipe décident de procéder à une opération chirurgicale sur Uzlík, qui, après un parcours difficile, se termine par l'ablation réussie de la tumeur cérébrale.

## Distribution
- Miroslav Macháček : professeur
- Jana Brejchová : Jitka
- Barbara Brylská : Volejníková
- Radoslav Brzobohatý : Krtek
- Štefan Mišovic : Uzel
- Emma Černá : Hladká
- Jana Krausová : Helena
- Daniel Krcho : Zelený
- Radovan Lukavský : Mikeš
- Galatíková (cs) :	Bůžková
- Ondřej Pavelka : Ondra
- František Řehák : Ruml
- Václav Mareš : Rose
- Jakub Zdeněk : Uzlík
- Eva Hudečková : Médecin